# Saira Banu
Saira Banu (सायरा बानो; Mussoorie, 23 agosto 1944) è un'attrice indiana.
Attiva soprattutto nel cinema di Bollywood tra il 1961 ed il 1986, si è ritirata nel 1988. Vedova di Dilip Kumar, che aveva sposato nel 1966.